# The Theory of Everything
The Theory of Everything je osmé studiové album projektu Ayreon nizozemského hudebníka Arjena Anthonyho Lucassena. Nahráváno bylo přibližně rok počínaje polovinou roku 2012 a vyšlo v říjnu 2013 u vydavatelství InsideOut Music. Mezi hostujícími zpěváky byli například Marco Hietala ze skupiny Nightwish, Cristina Scabbia (Lacuna Coil) či Tommy Karevik (Kamelot). Hudebně je vedle samotného Lucassena doprovodili například Rick Wakeman, Jordan Rudess nebo Keith Emerson.

## Seznam skladeb
Autorem všech skladeb je Arjen Anthony Lucassen.
| CD 1   | CD 1 | CD 1                                                                    |
| Pořadí | Název | Délka                                                                   |
| ------ | --- | ----------------------------------------------------------------------- |
| 1.     | Phase I: Singularity“ I. „Prologue: The Blackboard“ II. „The Theory of Everything Part 1“ III. „Patterns“ IV. „The Prodigy's World“ V. „The Teacher's Discovery“ VI. „Love and Envy“ VII. „Progressive Waves“ VIII. „The Gift“ IX. „The Eleventh Dimension“ X. „Inertia“ XI. „The Theory of Everything Part 2 | 23:29 01:55 03:01 01:03 01:31 02:58 02:39 03:16 02:38 01:46 00:45 01:50 |
| 2.     | Phase II: Symmetry“ XII. „The Consultation“ XIII. „Diagnosis“ XIV. „The Argument 1“ XV. „The Rival's Dilemma“ XVI. „Surface Tension“ XVII. „A Reason to Live“ XVIII. „Potential“ XIX. „Quantum Chaos“ XX. „Dark Medicine“ XXI. „Alive!“ XXII. „The Prediction                                                 | 21:31 03:49 02:48 00:24 02:22 00:57 00:45 3:14 2:09 1:23 02:29 01:05    |

| CD 2   | CD 2 | CD 2                                                              |
| Pořadí | Název | Délka                                                             |
| ------ | --- | ----------------------------------------------------------------- |
| 1.     | Phase III: Entanglement“ I. „Fluctuations“ II. „Transformations“ III. „Collision“ IV. „Side Effects“ V. „Frequency Modulation“ VI. „Magnetism“ VII. „Quid Pro Quo“ VIII. „String Theory“ IX. „Fortune?                                                                                              | 22:34 01:01 03:13 03:26 02:59 01:44 03:54 03:09 01:29 01:36       |
| 2.     | Phase IV: Unification“ X. „Mirror of Dreams“ XI. „The Lighthouse“ XII. „The Argument 2“ XIII. „The Parting“ XIV. „The Visitation“ XV. „The Breaktrough“ XVI. „The Note“ XVII. „The Uncertainty Principle“ XVIII. „Dark Energy“ XIX. „The Theory of Everything Part 3“ XX. „The Blackboard (Reprise) | 22:20 02:30 03:16 00:49 03:27 02:00 01:11 02:09 00:44 01:29 01:13 |

## Obsazení
- Arjen Anthony Lucassen – kytary, baskytary, mandolína, varhany, syntezátory
- Ed Warby – bicí, perkuse
- JB – zpěv
- Sara Squadrani – zpěv
- Michael Mills – zpěv, buzuki
- Cristina Scabbia – zpěv
- Tommy Karevik – zpěv
- Marco Hietala – zpěv
- John Wetton – zpěv
- Wilmer Waarbroek – doprovodný zpěv
- Rick Wakeman – syntezátor, klavír
- Keith Emerson – syntezátor
- Jordan Rudess – kontinua
- Steve Hackett – kytara
- Troy Donockley – dudy, písťalka
- Ben Mathot – housle
- Maaike Peterse – violoncello
- Jeroen Goossens – flétna, pikola
- Siddharta Barnhoorn – orchestrace